# Гидросульфат свинца(II)
Гидросульфа́т свинца́(II) — неорганическое соединение,
кислая соль свинца и серной кислоты
с формулой Pb(HSO4)2,
бесцветные кристаллы,
не растворяется в воде,
образует кристаллогидрат.

## Получение
- Реакция концентрированной серной кислоты и сульфата свинца(II):

{\displaystyle {\mathsf {PbSO_{4}+H_{2}SO_{4}\ {\xrightarrow {}}\ \ Pb(HSO_{4})_{2}}}}

## Физические свойства
Гидросульфат свинца(II) образует бесцветные кристаллы.
Не растворяется в воде.
По другим данным — растворяется в воде.
Образует кристаллогидрат состава Pb(HSO4)2·H2O.